# Inception (bande originale)
Pour les articles homonymes, voir Inception (homonymie).
Inception est la bande originale du film Inception produite par la maison de disque Reprise Records en 2010. Avec ce titre, Hans Zimmer marque sa 3e collaboration avec Christopher Nolan (Batman Begins et The Dark Knight).
La musique de la bande annonce a été composée par Zack Hemsey.

## Pistes
| No  | Titre                  | Durée |
| --- | ---------------------- | ----- |
| 1.  | Half Remembered Dream  | 1:12  |
| 2.  | We Built Our Own World | 1:55  |
| 3.  | Dream Is Collapsing    | 2:23  |
| 4.  | Radical Notion         | 3:42  |
| 5.  | Old Souls              | 7:44  |
| 6.  | 528491                 | 2:23  |
| 7.  | Mombasa                | 4:54  |
| 8.  | One Simple Idea        | 2:28  |
| 9.  | Dream Within A Dream   | 5:04  |
| 10. | Waiting For A Train    | 9:30  |
| 11. | Paradox                | 3:25  |
| 12. | Time                   | 4:35  |

## Production
D'après Hans Zimmer, la bande son composée pour Inception est une partition très électronique. Christopher Nolan demande à Zimmer de composer la partition comme s'il réalisait lui-même le film. D'après Zimmer, Nolan souhaitait au plus possible qu'il « libère son imagination ». 

## Inspiration
Zimmer incorpore un sample de guitare provenant de Ennio Morricone et souhaite employer Johnny Marr, un guitariste rock des années 1980, membre du groupe The Smiths. Zimmer trouve son inspiration dans une piste de synthétiseur très similaire au style de jeu de Jonny Marr. Nolan accepte la suggestion et Zimmer rencontre Marr, qui accepte de jouer la partition.
Pour s'inspirer, Zimmer lit Gödel, Escher, Bach: An Eternal Golden Braid de Douglas Hofstadter, il combine « l'espièglerie mathématique avec le caractère enjoué de sa musique ». 
Alors qu'il écrit le scénario, Nolan, qui avait choisi d'utiliser le titre d'Édith Piaf : Non, je ne regrette rien, envisage de changer d'avis lorsqu'il choisit Marion Cotillard pour le casting. En effet, l'actrice venait tout juste de se voir décerner un Oscar pour sa prestation en tant que Piaf dans La Vie en rose, film sorti en 2007. Zimmer persuade Nolan de garder cette musique dans le film et d'intégrer également des éléments du titre dans sa partition  comme les cuivres, ralentissant par la suite leurs tempos pour la bande originale,.

## Accueil
Jim Lochner de Film Score Click Track donne à la bande sonore la note de 4,5 étoiles en déclarant que la bande son est « passionnante et hallucinante ».
Le commentaire le plus enthousiaste a été fait par James Southall de Movie Wave, qui a donné à la bande originale d'Inception la note de 5 étoiles, désignant le travail de Zimmer comme « son meilleur depuis de nombreuses années ».
Au regard des précédentes collaborations entre Zimmer et Nolan, Archie Watt de MovieCues a déclaré : «C'est évident pour toute personne ayant écouté ses précédents titres que cette partition est fermement ancrée dans ses fondations. Ses compositions sont très simples, mais ici on retrouve des éléments familiers de ses précédentes musique avec plus d'énergie et d'une manière bien plus complexe. C'est ce qui rend cette partition bien meilleure que ses précédentes».
Alors que de nombreuses critiques sur des éléments de cette partition ont été élogieuses, il a également été question de critiques négatives indiquant que la majorité des musiques de l'album était ennuyeuse et banale.

## Official Junkie XL remix
Le DJ et producteur de musique électronique hollandais, Tom Holkenborg, mieux connu sous le pseudonyme de Junkie XL a collaboré avec le studio de Hans Zimmer : Remote Control Productions, pour composer un titre se mêlant aux autres musiques de la bande originale d'Inception, pour Warner Bros.
Depuis, Holkenborg a fait diverses autres collaborations avec Hans Zimmer, comme la composition de la bande originale de Madagascar 3, The Dark Knight Rises et Man of Steel,,. Le remix de la musique principale (thème) a simplement pour nom : Inception by Hans Zimmer (Junkie XL Remix)..

## Distinctions
La bande sonore a été nommée à plusieurs récompenses, dont un Academy Award, un Golden Globe, un Grammy et un BAFTA.